# 알렉산드르 오파린

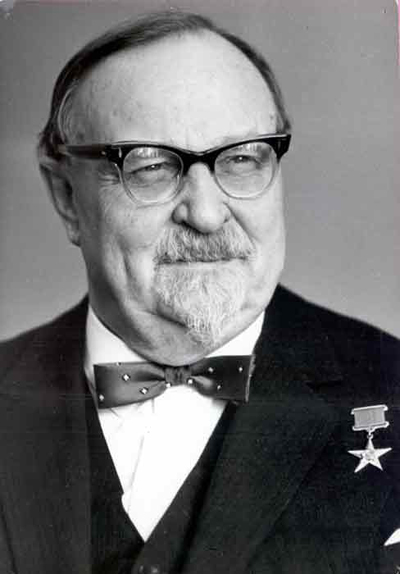

알렉산드르 이바노비치 오파린(러시아어: Алекса́ндр Ива́нович Опарин, 1894년 3월 2일 – 1980년 4월 21일)은 소비에트 연방의 생물학자이자 생화학자였다. 클리멘트 티미랴제프에게서 개인지도를 받았다.
1935년 《과학 아카데미》창립에 참여하였으며, 1946년 바흐 연구소 소장이 되었다. <생명의 기원>을 발표하여 무기 물질로부터 유기물 및 생명이 발생하는 과정에 대하여 과학적인 해설을 주장하였다. 1957년에는 인공 생명체를 만들어 낼 수 있다는 획기적인 이론을 발표하였다. 또한 합리적인 생화학 기초를 만들었다. 후에 세계평화협회의 위원으로 활약하기도 하였다.

## 인생
우글리치에서 태어났고 1917년에 모스크바 대학교를 졸업했다.

## 저서
- 생명의 기원

## 같이 보기
- 생명의 기원
- 생화학
- 마이크로스피어
- 프로테노이드
- 스탠리 밀러